# E578
E578 eller Europaväg 578 är en 290 km lång europaväg som går från Saratel till Chichis i Rumänien. 

## Sträckning
Saratel - Reghin - Topliţa - Gheorgheni - Miercurea Ciuc - Sfântu Gheorghe - Chichis

## Standard
Vägen är landsväg hela sträckan. 

## Anslutningar till andra europavägar
- E576
- E574